# Curtea Europeană a Drepturilor Omului

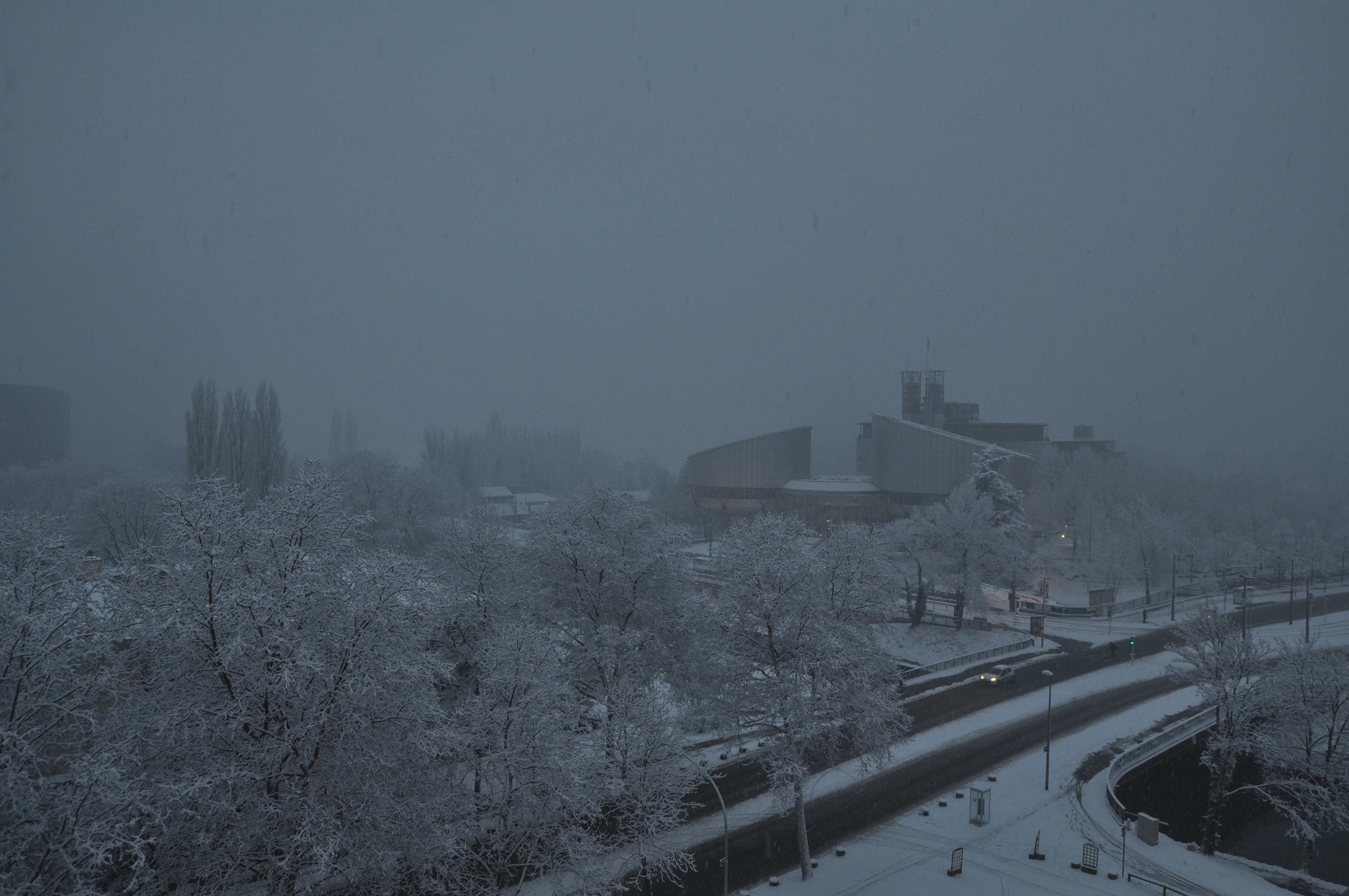
Clădirea proiectată de Richard Rogers a Curții Europene în timpul iernii

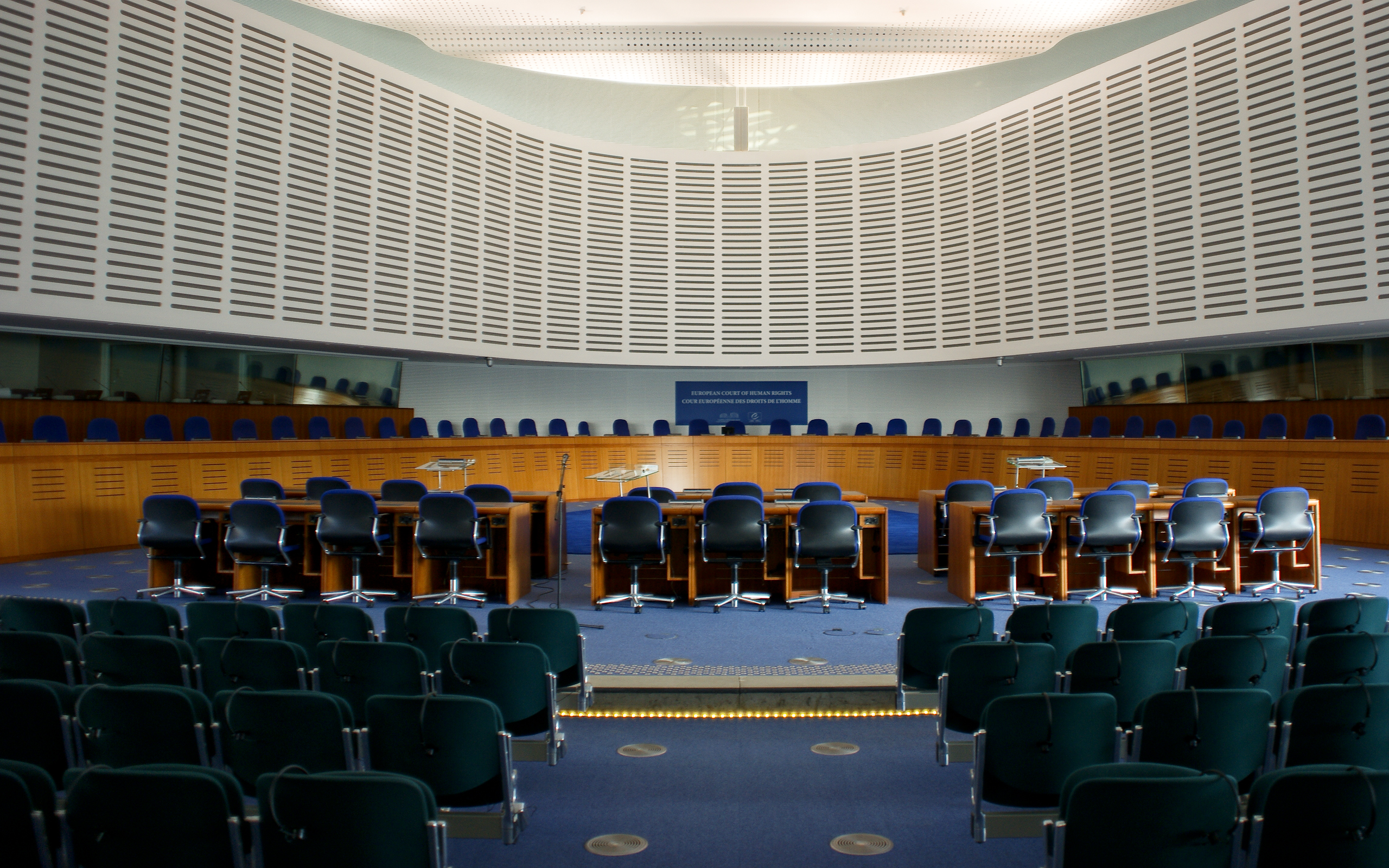
În interiorul Curții Europene.

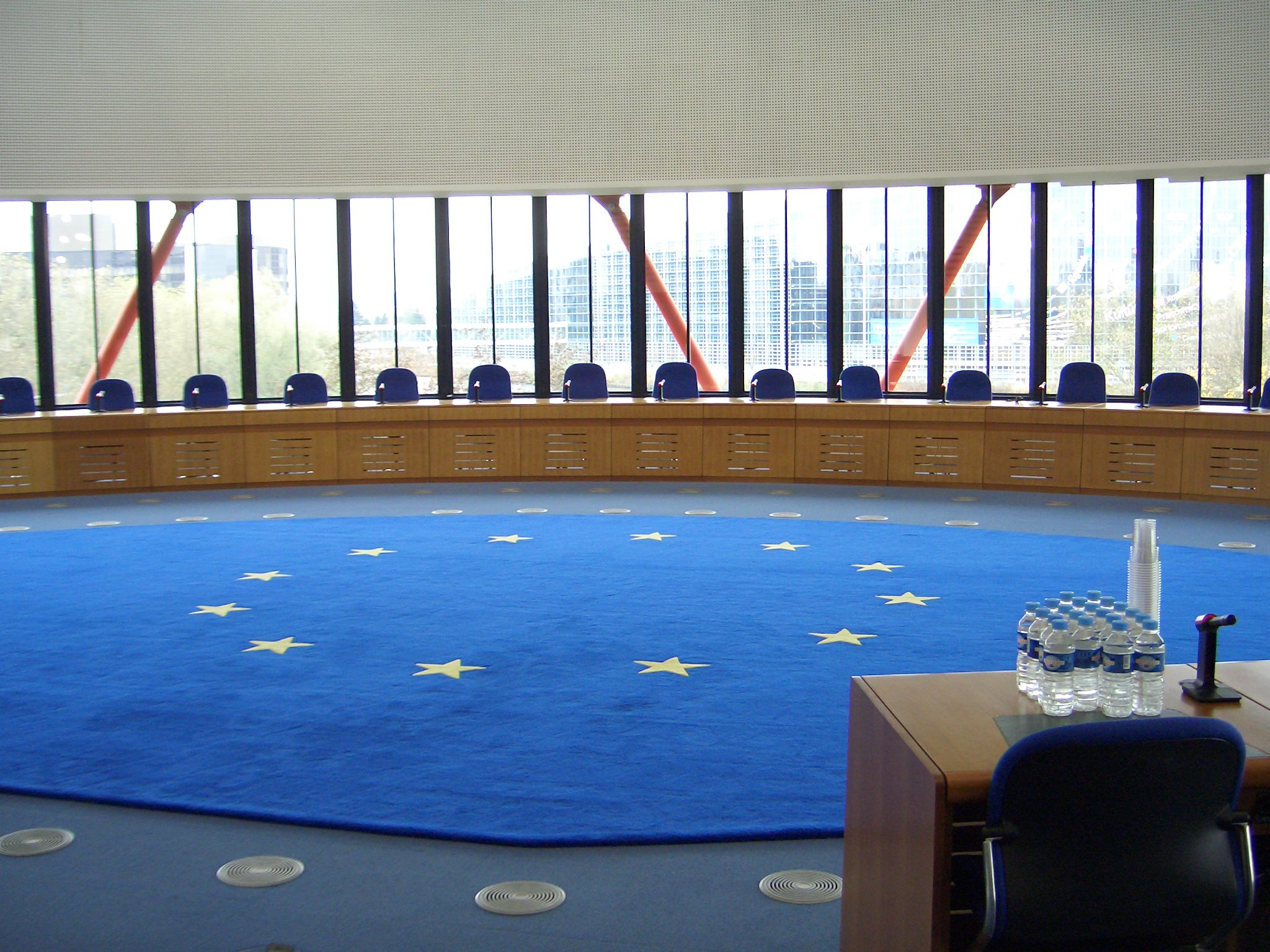
Sala de judecată

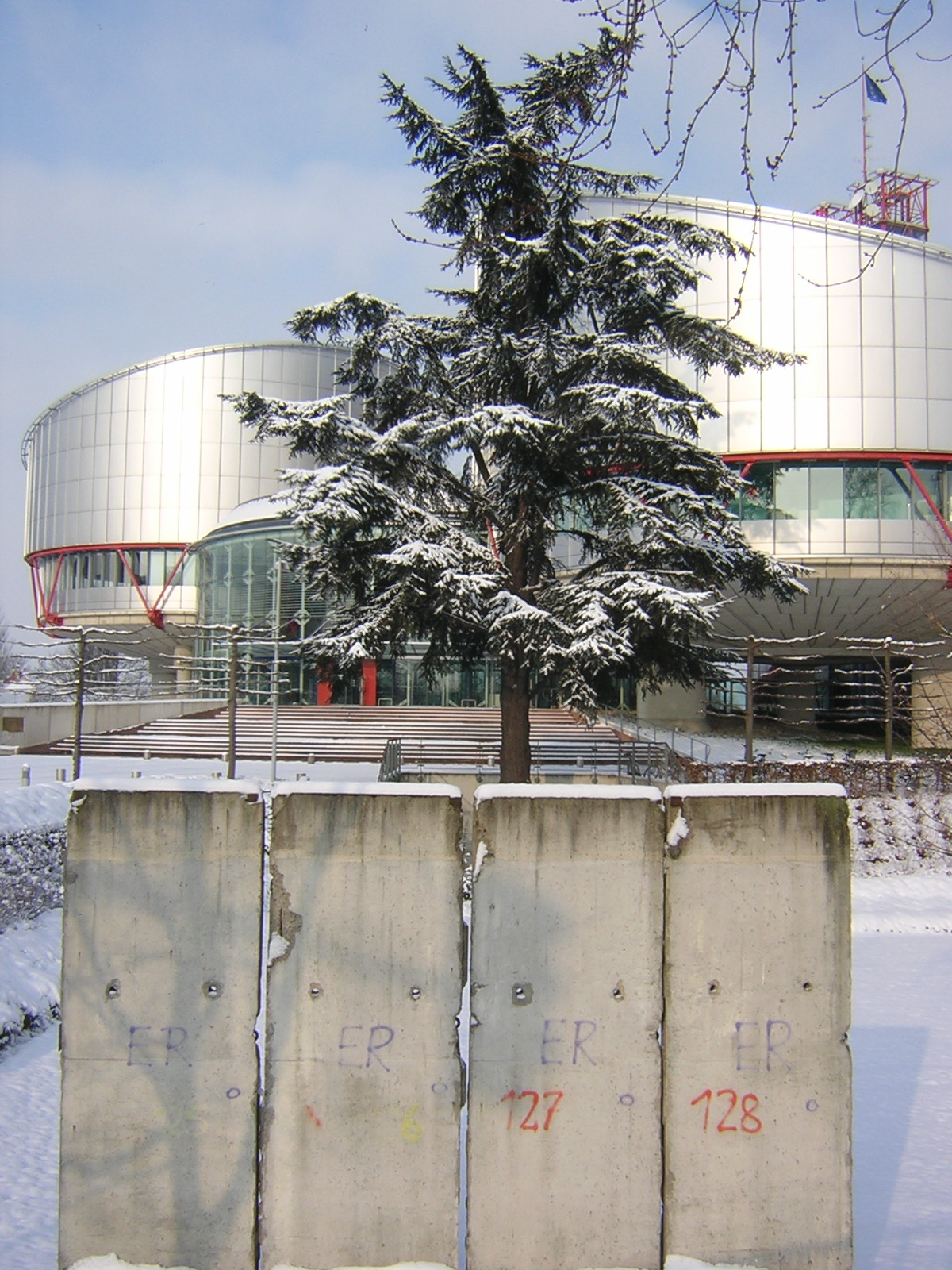
O piesă din Zidul Berlinului în fața Curții Europene a Drepturilor Omului

Curtea Europeană a Drepturilor Omului (CEDO, mai nou abreviată și ca CtEDO), adesea numită informal "Curtea de la Strasbourg", a fost creată pentru sistematizarea procedurii plângerilor în materia drepturilor omului provenite din statele membre ale Consiliului Europei. Misiunea Curții este să vegheze la respectarea prevederilor Convenției Europene a Drepturilor Omului și a Protocoalelor suplimentare de către statele semnatare. Curtea Europeană a Drepturilor Omului nu trebuie confundată cu Curtea de Justiție a Uniunii Europene (CJUE) care are sediul la Luxembourg și este însărcinată cu soluționarea problemelor referitoare la dreptul Uniunii Europene.
Sistemul de protecție a drepturilor  și libertăților fundamentale introdus de Convenția Europeană a Drepturilor Omului (Convenția)  se întemeiază pe principiul subsidiarității. Este, în primul rând, de competența statelor părți la Convenție să garanteze aplicarea acesteia, iar Curtea Europeană a Drepturilor Omului (Curtea) nu trebuie să intervină decât atunci când statele nu și-au respectat obligațiile. Controlul exercitat la Strasbourg este activat, în principal, prin intermediul cererilor individuale, cu care Curtea poate fi sesizată de către orice persoană, fizică sau juridică, aflată sub jurisdicția statelor părți la convenție .

## Judecători[3]
Judecătorii Curții necesită în primul rând să fie experți în domeniul drepturilor omului, însă în același timp necesită să fie nepărtinitori și să nu își favorizeze propria țară ori propriul interes în luarea unei decizii. CEDO este una dintre curțile internaționale unde s-a pus problema posibilei părtiniri a judecătorilor. Aspectul varietății pe care aceste părtiniri le pot întruchipa îngreunează, de asemenea, problema.
| Nume                       | Țară                  | Poziție              | Ales ca judecător |
| -------------------------- | --------------------- | -------------------- | ----------------- |
| Linos-Alexandre Sicilianos | Grecia                | Președinte           | 2011              |
| Jon Fridrik Kjølbro        | Danemarca             | Vicepreședinte       | 2014              |
| Róbert R. Spanó            | Islanda               | Vicepreședinte       | 2013              |
| Ksenija Turković           | Croația               | Președinte de Secție | 2012              |
| Paul Lemmens               | Belgia                | Președinte de Secție | 2012              |
| Síofra O'Leary             | Irlanda               | Președinte de Secție | 2015              |
| Ganna Yudkivska            | Ucraina               | Judecător            | 2010              |
| Helen Keller               | Elveția               | Judecător            | 2011              |
| André Potocki              | Franța                | Judecător            | 2011              |
| Aleš Pejchal               | Cehia                 | Judecător            | 2012              |
| Krzysztof Wojtyczek        | Polonia               | Judecător            | 2012              |
| Diana Scobioală            | Moldova               | Judecător            | 2021              |
| Faris Vehabović            | Bosnia și Herțegovina | Judecător            | 2012              |
| Egidijus Kūris             | Lituania              | Judecător            | 2013              |
| Iulia Motoc                | România               | Judecător            | 2013              |
| Branko Lubarda             | Serbia                | Judecător            | 2015              |
| Yonko Grozev               | Bulgaria              | Judecător            | 2015              |
| Carlo Ranzoni              | Liechtenstein         | Judecător            | 2015              |
| Mārtiņš Mits               | Letonia               | Judecător            | 2015              |
| Armen Harutyunyan          | Armenia               | Judecător            | 2015              |
| Stéphanie Mourou-Vikström  | Monaco                | Judecător            | 2015              |
| Georges Ravarani           | Luxemburg             | Judecător            | 2015              |
| Gabriele Kucsko-Stadlmayer | Austria               | Judecător            | 2015              |
| Pere Pastor Vilanova       | Andorra               | Judecător            | 2015              |
| Alena Poláčková            | Slovacia              | Judecător            | 2015              |
| Pauliine Koskelo           | Finlanda              | Judecător            | 2016              |
| Georgios Serghides         | Cipru                 | Judecător            | 2016              |
| Marko Bošnjak              | Slovenia              | Judecător            | 2016              |
| Tim Eicke                  | Marea Britanie        | Judecător            | 2016              |
| Latif Huseynov             | Azerbaijan            | Judecător            | 2017              |
| Jovan Ilievski             | Macedonia             | Judecător            | 2017              |
| Jolien Schukking           | Țările de Jos         | Judecător            | 2017              |
| Péter Paczolay             | Ungaria               | Judecător            | 2017              |
| Lado Chanturia             | Georgia               | Judecător            | 2018              |
| María Elósegui Itxaso      | Spania                | Judecător            | 2018              |
| Ivana Jelić                | Muntenegru            | Judecător            | 2018              |
| Gilberto Felici            | San Marino            | Judecător            | 2018              |
| Arnfinn Bårdsen            | Norvegia              | Judecător            | 2019              |
| Darian Pavli               | Albania               | Judecător            | 2019              |
| Erik Wennerström           | Suedia                | Judecător            | 2019              |
| Raffaele Sabato            | Italia                | Judecător            | 2019              |
| Saadet Yüksel              | Turcia                | Judecător            | 2019              |
| Lorraine Schembri Orland   | Malta                 | Judecător            | 2019              |
| Anja Seibert-Fohr          | Germania              | Judecător            | 2019              |
| Peter Roosma               | Estonia               | Judecator            | 2019              |
| Ana Maria Guerra Martins   | Portugalia            | Judecător            | 2020              |

## Procedura și decizii

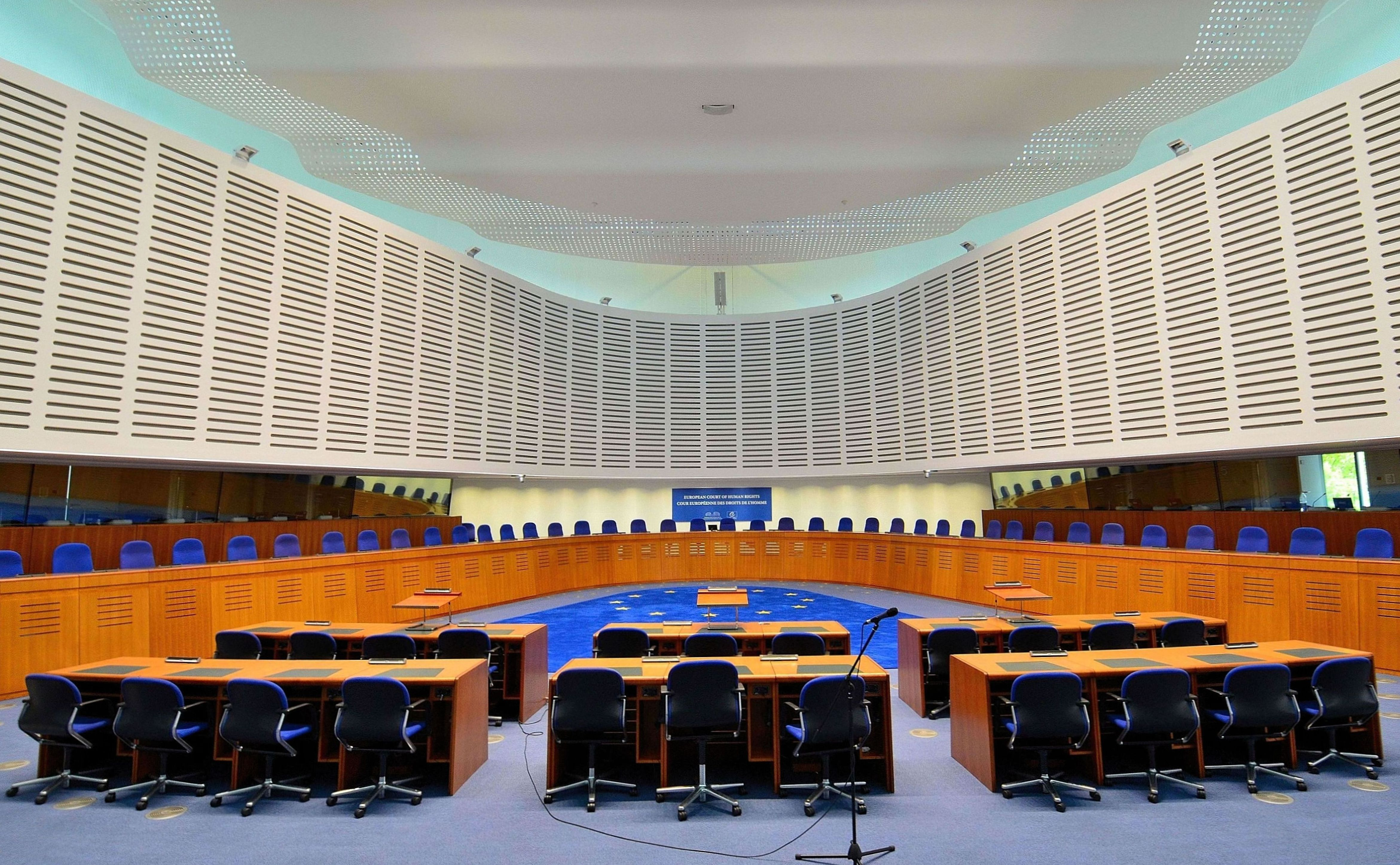
Sala Marii Camere din Palatul CEDO din Strasburg.

După admiterea preliminară a unei cauze, Curtea o examinează prin a le permite ambelor părți să își prezinte argumentele. Curtea are dreptul să întreprindă orice investigație consideră necesară în lumina argumentelor susținute de cele două părți, iar statele membre au obligația să îi ofere acesteia toată asistența de care pot dispune pentru îndeplinirea acestora. 
Convenția Europeană a Drepturilor Omului cere ca toate audierile să fie publice, cu excepția circumstanțelor excepționale care ar impune ca acestea să fie private. Totuși, cele mai multe audieri sunt private, ca urmare a cererii scrise a părților. Există cazuri de procese în care audierile nici nu ar fi ținute. 
Hotărârile Marii Camere sunt finale. Acestea capătă forță de aplicare la trei luni după ce au fost emise, cu excepția cazului în care s-ar putea depune un apel. Dacă judecătorii camerei resping această cerere, hotărârea capătă forță de lucru judecat. Marea Cameră este formată din 17 judecători, având un președinte și mai mulți vicepreședinte, președinți de secție și un judecător național, alături de alți judecători aleși la sorți. Camera se ocupă de audieri publice, care sunt difuzate în direct pe site-ul Curții. Pe baza audierii, judecătorii vin cu o soluție pentru cauză.
Camera Curții alcătuită pentru a judeca o cauză este cea care hotărăște atât admisibilitatea cât și asupra conținutului cererii. Dacă o cerere este admisă, atunci conținutul său urmează să fie judecat în cadrul aceleiași hotărâri. În cadrul judecății finale instanța poate hotărî dacă un stat a violat sau nu drepturile persoanei care a depus cererea privitor la fiecare punct al acesteia. Dacă curtea statuează că drepturile acestuia au fost în vreun mod atinse, atunci aceasta poate impune statului să plătească pentru prejudiciul cauzat și costurile judecății în instanțele naționale și în fața CEDO.
Hotărârile Curții necesită să conțină argumentele care au dus la decizia luată. Articolul 46 din Convenție le impune statelor membre să le respecte și să le implementeze. Avizele consultative ale Curții sunt, însă, prin natura lor facultative. Curtea a statuat de asemenea în repetate rânduri că nu i-a fost încredințată și jurisdicția de a abroga legi naționale sau practici administrative care încalcă prevederile convenției.
Comitetul de Miniștri al Consiliului Europei are datoria de a supraveghia respectarea prevederilor hotărârilor Curții de către statele condamnate. Acestea din urmă au datoria de a schimba cadrul legal național pentru a se afla în concordanță cu prevederile Convenției. În cazul în care schimbări legale nu sunt necesare, Comitetul supraveghiază asupra eforturilor statului în cauză de a diminua violarea prevăzută în cerere. Hotărârile Curții sunt obligatorii, și deci și schimbările necesită implementate pentru respectatea acestora.
Hotărârile sunt alese prin majoritate. Oricare dintre judecători poate de asemenea lăsa atașată o opinie separată, care poate să se afle în concordanță sau împotriva hotărârii majorității. În cazul unei egalități, președintele este cel ce oferă votul final.

## Secții
Curtea este împărțită din punct de vedere administrativ în cinci secții. Camerele, care sunt formațiuni judiciare, sunt create în cadrul acestor secții. Următorul tabel prezintă membrii fiecărei secții la data de 1 aprilie 2020.
| Funcție                   | Secția I                   | Secția a II-a   | Secția a III-a           | Secția a IV-a             | Secția a V-a               |
| ------------------------- | -------------------------- | --------------- | ------------------------ | ------------------------- | -------------------------- |
| Președintele secției      | Ksenija Turković           | Robert Spano    | Paul Lemmens             | Jon Fridrik Kjølbro       | Síofra O’Leary             |
| Vicepreședintele secției  | Krzysztof Wojtyczek        | Marko Bošnjak   | Georgios Serghides       | Faris Vehabović           | Gabriele Kucsko-Stadlmayer |
| Judecător                 | Linos-Alexandre Sicilianos | Valeriu Grițco  | Helen Keller             | Iulia Antoanella Motoc    | Ganna Yudkivska            |
| Judecător                 | Aleš Pejchal               | Egidius Kūris   | Dmitry Dedov             | Branko Lubarda            | André Potocki              |
| Judecător                 | Armen Harutyunyan          | Ivana Jelić     | Alena Poláčková          | Carlo Ranzoni             | Yonko Grozev               |
| Judecător                 | Pere Pastor Vilanova       | Egidijus Kūris  | María Elósegui           | Stéphanie Mourou-Vikström | Mārtiņš Mits               |
| Judecător                 | Pauliine Koskelo           | Arnfinn Bårdsen | Gilberto Felici          | Georges Ravarani          | Lәtif Hüseynov             |
| Judecător                 | Tim Eicke                  | Darian Pavli    | Erik Wennerström         | Jolien Schukking          | Lado Chanturia             |
| Judecător                 | Jovan Ilievski             | Saadet Yüksel   | Lorraine Schembri Orland | Péter Paczolay            | Anja Seibert-Fohr          |
| Judecător                 | Raffaele Sabato            | Peeter Roosma   | Ana Maria Guerra Martins | Poziție vacantă           | Poziție vacantă            |
| Grefier de secție         | Abel Campos                | S. Naismith     | Milan Blasko             | Andrea Tamietti           | C. Westerdiek              |
| Grefier de secție adjunct | Renata Degener             | Hasan Bakırcı   | Olga Chernishova         | Ilse Freiwirth            | M. Blasko                  |

## Eficacitate

### Numărul de cazuri
După Destrămarea Uniunii Republicilor Sovietice Socialiste, numărul de state membre ale Consiliului Europei a crescut exponențial. Implicit, numărul de persoane capabile să depună cereri la CEDO a crescut semnificativ. În 1997, Curtea a primit 14,200 de cereri, în timp ce în 2007, aceasta a primit 41,700. Numărul foarte mare de cereri a dus, de-a lungul timpului, la o scădere în eficacitatea activității Curții, din simpla neputință de a răspunde tuturor cererilor depuse.

## Președinți
| Președinții Curții Europene a Drepturilor Omului |                                        |                      |                      |               |
| #                                                | Nume                                   | Începutul mandatului | Sfârșitul mandatului | Cetățenia     |
| 1                                                | Baron Arnold Duncan McNair (1885-1975) | 21 ianuarie 1959     | 3 mai 1965           | Regatul Unit  |
| 2                                                | René Cassin (1887-1976)                | 20 mai 1965          | 15 iunie 1968        | Franța        |
| 3                                                | Henri Rolin (1891-1973)                | 27 septembrie 1968   | 5 mai 1971           | Belgia        |
| 4                                                | Sir Humphrey Waldock (1904-1981)       | 5 mai 1971           | 21 ianuarie 1974     | Regatul Unit  |
| 5                                                | Giorgio Balladore Pallieri (1905-1980) | 8 mai 1974           | 9 decembrie 1980     | Italia        |
| 6                                                | Gérard Wiarda (1906-1988)              | 30 ianuarie 1981     | 30 mai 1985          | Țările de Jos |
| 7                                                | Rolv Ryssdal (1914-1998)               | 30 mai 1985          | 18 februarie 1998    | Norvegia      |
| 8                                                | Rudolf Bernhardt (*1925)               | 24 martie 1998       | 31 octombrie 1998    | Germania      |
| 9                                                | Luzius Wildhaber (*1937)               | 1 noiembrie 1998     | 18 ianuarie 2007     | Elveția       |
| 10                                               | Jean-Paul Costa (*1941)                | 19 ianuarie 2007     | 31 octombrie 2012    | Franța        |
| 11                                               | Dean Spielmann (*1962)                 | 1 noiembrie 2012     | 31 octombrie 2015    | Luxemburg     |
| 12                                               | Guido Raimondi (*1953)                 | 1 noiembrie 2015     | 4 mai 2019           | Italia        |
| 13                                               | Linos-Alexandre Sicilianos (*1960)     | 5 mai 2019           |                      | Grecia        |

## Statele membre ale Curții Europene a Drepturilor Omului
Următoarele state sunt membre ale Curții Europene a Drepturilor Omului:
| - Albania - Andora - Armenia - Austria - Azerbaidjan - Belgia - Bosnia-Herzegovina - Bulgaria - Cipru - Croația - Danemarca - Estonia | - Elveția - Finlanda - Franța - Georgia - Germania - Grecia - Irlanda - Islanda - Italia - Letonia - Liechtenstein - Lituania | - Luxemburg - Macedonia - Malta - Moldova - Monaco - Muntenegru - Norvegia - Polonia - Portugalia - Regatul Unit - Republica Cehă - România | - San Marino - Serbia - Slovacia - Slovenia - Spania - Suedia - Turcia - Țara Bascilor - Ucraina - Ungaria |

## Cine poate apela la Curtea Europeană a Drepturilor Omului
Categoria potențialilor reclamanți este imensă: pe lângă cele opt sute de milioane de locuitori ai Europei Mari și cetățenii din țări terțe care își au reședința sau tranzitează pe teritoriul acesteia, trebuie să avem în vedere milioane de asociații, de fundații, de partide politice, de întreprinderi etc. De asemenea persoanele care, în urma unor acte extrateritoriale ale statelor părți la Convenție, săvârșite în afara teritoriilor lor respective, intră sub jurisdicția lor și deci pot să apeleze la Curtea de la Strasbourg. La data de la 31 august 2010 erau încă nerezolvate peste 130.000 dintre cererile depuse. Majoritatea acestor cereri (peste 95%) sunt respinse, fără să fie examinate pe fond, pentru că nu au îndeplinit unul din criteriile de admisibilitate prevăzute de convenție.

## Materiale video de popularizare
- Film de documentar[nefuncțională]
 (în limba română, aproximativ 15 minute)
- Clipul Convenției (în engleză)
- 60 de ani de convenție[nefuncțională]
 (în engleză)
- Canalul YouTube al CEDO (în variate limbi)

## Depunerea unei petiții la CEDO
Depunerea unei petiții la CEDO se face în mai multe etape, prima etapă este de verificare a criteriilor de admisibilitate. Pentru a se pute adresa Curții trebuie ca:
- reclamantul să fi epuizat toate căile de atac ordinare oferite de către instanțele naționale
- să nu fi trecut mai mult de patru luni[11] de la epuizarea ultimei căi de atac ordinare (de la data hotărârii irevocabile la nivel național)
- trebuie să fie capabil să dovedească că cel puțin unul dintre drepturile protejate de convenție i-a fost încălcat și că acest drept i-a fost încălcat de către unul dintre statele semnatare ale convenției
- evenimentele supuse examinării trebuie să fi avut loc după data semnării convenției de către statul împotriva căruia se depune plângere

Căile extraordinare de atac nu sunt luate în seamă la verificarea plângerii.
Verificarea admisibilității unei petiții se face în complete de unul, trei, șapte sau șaptesprezece judecători.
Informații relevante pot fi găsite aici:
- Ghid practic - articol de popularizare pe 9am.ro
- Discuție pe avocat.net

Curtea pronunță hotărâri doar în cauze declarate admisibile. Ea deliberează cu privire la existența sau inexistența vreunei încălcări a drepturilor omului și poate acorda daune, după caz. Hotărârile curții sunt obligatorii pentru statele semnatare ale convenției în sensul că statul penalizat trebuie să plătească orice daune decise de instanță, să trateze aspectele semnalate de către reclamanți și să ia măsuri necesare pentru ca o situație similară să nu se repete. Măsurile disponibile statului includ adoptarea unei noi legi sau modificarea unei proceduri judiciare.
- Criteriile de admisibilitate
- Documentație pentru adresarea unei plângeri la CEDO
- Test Admisibilitate

## Relația cu alte instituții
Consiliul de miniștri, organul executiv al Consiliului Europei este organismul însărcinat să supravegheze respectarea hotărârilor Curții și adoptarea remediilor necesare. Acesta este compus din Miniștrii afacerilor externe ale statelor membre ale Consiliului Europei sau din reprezentanții lor permanenți. Consiliul de miniștri se întâlnește în mod regulat pentru a verifica executarea hotărârilor Curții. Cauzele sunt înscrise în ordinea de zi până când membrii sunt convinși că o hotărâre a fost executată și că măsurile corespunzătoare decise au fost implementate pentru ca probleme similare să nu mai apară. Prezența reprezentanților tuturor statelor membre ale Consiliului asigură presiune politică asupra tuturor țărilor care își exercită obligațiile cu întârziere.

## Efectele juridice
Hotărârile Curții au dus la un număr impresionant de schimbări în legislațiile naționale și, printre altele, au deschis drumul către: rejudecarea celor condamnați în urma unui proces inechitabil, restituirea imobilelor expropriate către proprietari sau plata unor indemnizații adecvate, acordarea unor permise de rezidență către persoanele amenințate cu deportarea sau eliminarea discriminărilor dintre cetățenii germani și cei străini în ceea ce privește alocațiile familiale.

### Literatură de specialitate
- Voeten, Erik; The impartiality of international judges: Evidence from the European Court of Human Rights, în American Political Science Review, vol. 102, Washington D.C., Georgetown University Press, 2008;

### Altele
- Criteriile de admisibilitate în limba engleză și în limba română